# Ray Anthony
Raymond Antonini (n. 20 ianuarie 1922, Bentleyville⁠(d), Pennsylvania, SUA), cunoscut sub numele de Ray Anthony, este un trompetist, compozitor și actor american de origine italiană.

## Biografie
La vârsta de cinci ani, Anthony s-a mutat împreună cu familia la Cleveland, unde a început să studieze trâmbița cu tatăl său Guerrino. Guerrino sa născut în San Demetrio ne' Vestini și a emigrat în America în 1914. Ray a cântat cu orchestra lui Glenn Miller în perioada 1940-1941 înainte de a se înrola în Marină în timpul celui de-al Doilea Război Mondial. După război, și-a format trupa: Orchestra Ray Anthony. Orchestra a devenit foarte populară în anii 1950 cu înregistrări care includ cântece dansabile clasice precum „The Bunny Hop” și „Hokey Pokey”, teme muzicale compuse de Dragnet.
Din 1953 până în 1954 Anthony a fost regizorul muzical al seriei televiziune Top Tunes și a apărut în filmul al lui Fred Astaire " Papà gambalunga În 1955, actriță și sex symbol Mamie Van Doren și începe cariera de actorie A fost vedeta într-o emisiune TV. (1956-1957), Ray Anthony Show.
Anthony a apărut în mai multe filme în anii 1950, inclusiv în „The Five Pennies” și în filmele lui Van Doren, „High School Confidential” și „Girls Town”.
Anthony și Van Doren au divorțat în 1961 și scurta sa carieră de actor sa încheiat în același timp. Totuși, el și-a continuat cariera muzicală și a avut un alt album de succes cu tema serialului Peter Gunn compus de Henry Mancini, care era și un muzician originar din Abruzzo.
Anthony a fost onorat cu o stea pe Hollywood's Walk of Fame și este un prieten apropiat al lui Hugh Hefner și a apărut în mai multe episoade din The Girls Next Door.
Anthony este activ ca „conducător de trupă” și muzician.

## Discografie
| Anii | Albume                                                            | Ștampila   | Catalog  |
| ---- | ----------------------------------------------------------------- | ---------- | -------- |
| 1950 | Dance Time (album împărțit cu Jan Garber [o parte lângă fiecare]) | Capitol    | H-199    |
| 1951 | Arthur Murray Favorites: Fox Trots                                | Capitol    | H-258    |
| 1952 | Houseparty Hop                                                    | Capitol    | H-292    |
| 1952 | Campus Rumpus!                                                    | Capitol    | H-362    |
| 1953 | The Young Man With The Horn                                       | Capitol    | H-373    |
| 1953 | The Anthony Choir                                                 | Capitol    | H-442    |
| 1954 | I Remember Glenn Miller                                           | Capitol    | H-476    |
| 1954 | Ray Anthony Plays TV's Top Tunes                                  | Capitol    | H-9118   |
| 1954 | Arthur Murray Swing Fox Trots                                     | Capitol    | H-546    |
| 1955 | Golden Horn                                                       | Capitol    | T-563    |
| 1955 | Swingin' On Campus!                                               | Capitol    | T-645    |
| 1955 | Standards By Ray Anthony                                          | Capitol    | T-663    |
| 1955 | Big Band Dixieland                                                | Capitol    | T-678    |
| 1956 | Dream Dancing                                                     | Capitol    | T-723    |
| 1956 | Jam Session at the Tower                                          | Capitol    | T-749    |
| 1957 | Dancers in Love                                                   | Capitol    | T-786    |
| 1957 | Star Dancing                                                      | Capitol    | T-831    |
| 1957 | Young Ideas                                                       | Capitol    | T-866    |
| 1957 | This Could Be The Night                                           | MGM        | E3530 ST |
| 1958 | Moments Together                                                  | Capitol    | T-917    |
| 1958 | The Dream Girl                                                    | Capitol    | T-969    |
| 1958 | Dancing Over the Waves                                            | Capitol    | T-1028   |
| 1958 | Anthony Plays Allen                                               | Capitol    | T-1086   |
| 1959 | Anthony Italiano                                                  | Capitol    | ST-1149  |
| 1959 | Sounds Spectacular                                                | Capitol    | ST-1200  |
| 1959 | More Dream Dancing                                                | Capitol    | ST-1252  |
| 1960 | Like Wild!                                                        | Capitol    | ST-1304  |
| 1960 | Dancing Alone Together: Torch Songs For Lovers                    | Capitol    | ST-1420  |
| 1960 | The New Ray Anthony Show                                          | Capitol    | ST-1421  |
| 1961 | That's Show Biz                                                   | Capitol    | ST-1496  |
| 1959 | Swing-Dance-Dream to 'The Unsinkable Molly Brown'                 | Capitol    | ST-1576  |
| 1961 | Dream Dancing Medley                                              | Capitol    | ST-1608  |
| 1961 | The Twist                                                         | Capitol    | ST-1668  |
| 1962 | Worried Mind: The Soul Of Country Western Blues                   | Capitol    | ST-1752  |
| 1962 | I Almost Lost My Mind: The Soul Of Big City Rhythm & Blues        | Capitol    | ST-1783  |
| 1963 | Smash Hits of '63!                                                | Capitol    | ST-1917  |
| 1964 | Charade and Other Top Themes                                      | Capitol    | ST-2043  |
| 1961 | My Love, Forgive Me (Amore Scusami)                               | Capitol    | ST-2150  |
| 1964 | Swim, Swim, C'mon and Swim                                        | Capitol    | ST-2188  |
| 1966 | Dream Dancing Today                                               | Capitol    | ST-2457  |
| 1966 | Hit Songs to Remember                                             | Capitol    | ST-2530  |
| 1966 | To Each His Own                                                   | Sears      | SP-429   |
| 1967 | Today's Trumpet                                                   | Capitol    | ST-2750  |
| 1968 | Ray Anthony Now                                                   | Ranwood    | RLP-8033 |
| 1969 | Lo Mucho Que Te Quiero (The More I Love You)                      | Ranwood    | RLP-8046 |
| 1969 | Love Is For The Two Of Us [AKA Great Country Music Hits]          | Ranwood    | RLP-8059 |
| 1970 | I Get The Blues When It Rains [reissue of Ray Anthony Now]        | Ranwood    | RLP-8062 |
| 1971 | Direction '71: My Sweet Lord                                      | Ranwood    | RLP-8078 |
| 1971 | Dream Dancing in Hawaii                                           | Aero Space | RA-1004  |